# Birte Ove-Petersen
Birte Ove-Petersen (fl. XX secolo) è stata una nuotatrice danese.

## Carriera
Ai campionati europei di Londra 1938 si aggiudicò tre medaglie, una per ogni metallo.

## Palmarès
- Europei

Londra 1938: oro nella 4x100m stile libero, argento nei 100m stile libero e bronzo nei 100m dorso.